# Finkensiepen
Finkensiepen ist ein Ort in Radevormwald im Oberbergischen Kreis im nordrhein-westfälischen Regierungsbezirk Köln in Deutschland.

## Lage und Beschreibung
Finkensiepen liegt im Osten von Radevormwald in der Nähe der Stadtgrenze zu Halver. Die Nachbarorte heißen Im Busch, Neuenhaus, Waar, Hinüber, Borbeck, Schmittensiepen, Oberschmittensiepen, Klaukenburg.
Der Ort ist über die Kreisstraße 10 zu erreichen. In der Höhe von Winklenburg zweigt eine Zufahrtsstraße zur Ortschaft ab, die zuvor noch Neuenhaus und Im Busch anbindet.
Bei Finkensiepen entspringt ein gleichnamiger Quellbach des Borbachs, der Finkensiepen.

## Geschichte
1512 wurde der Ort das erste Mal urkundlich erwähnt und zwar "Kirchenrechnungen."
Schreibweise der Erstnennung: Vynkensypen

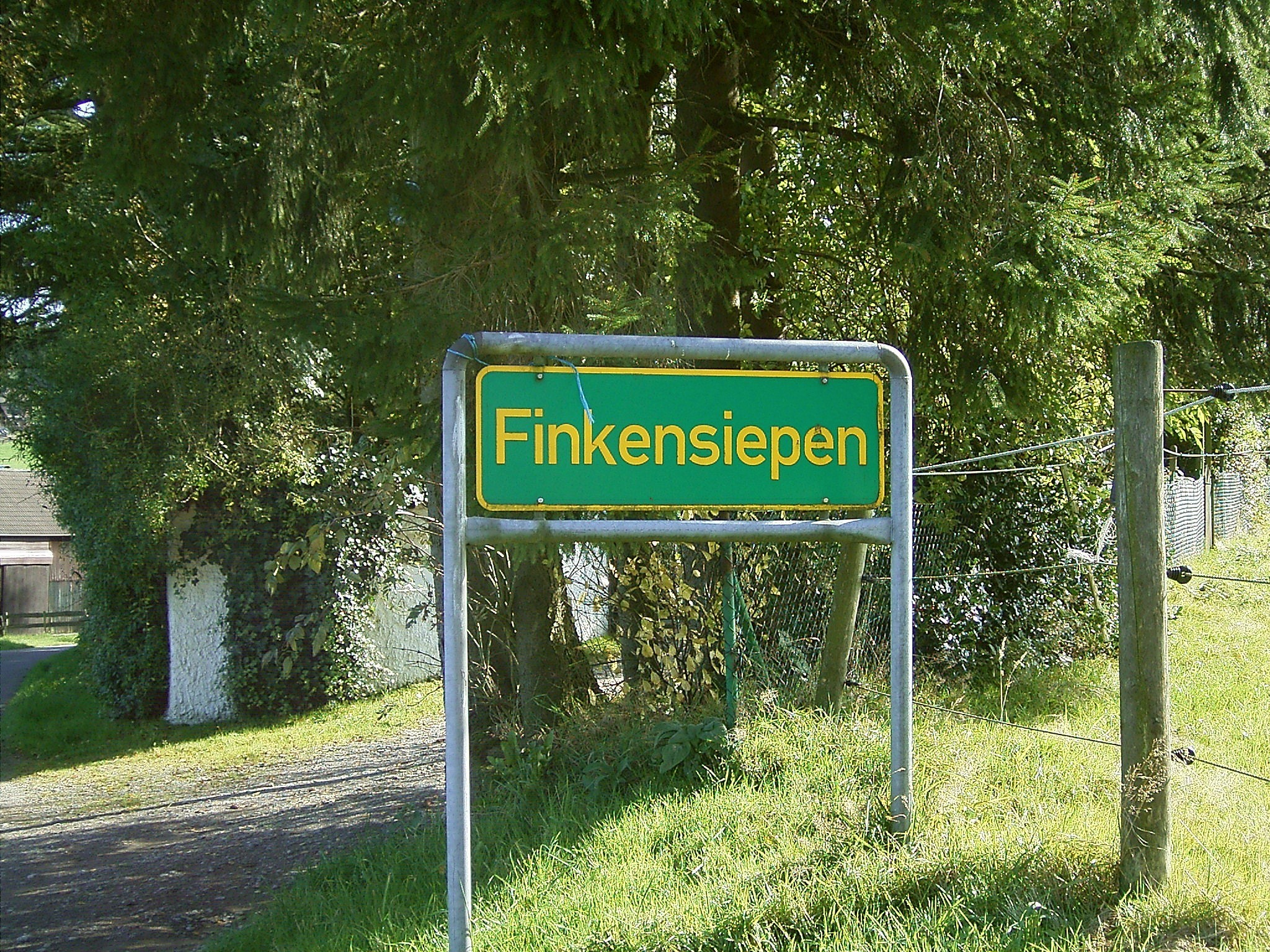
Ortseingang Finkensiepen
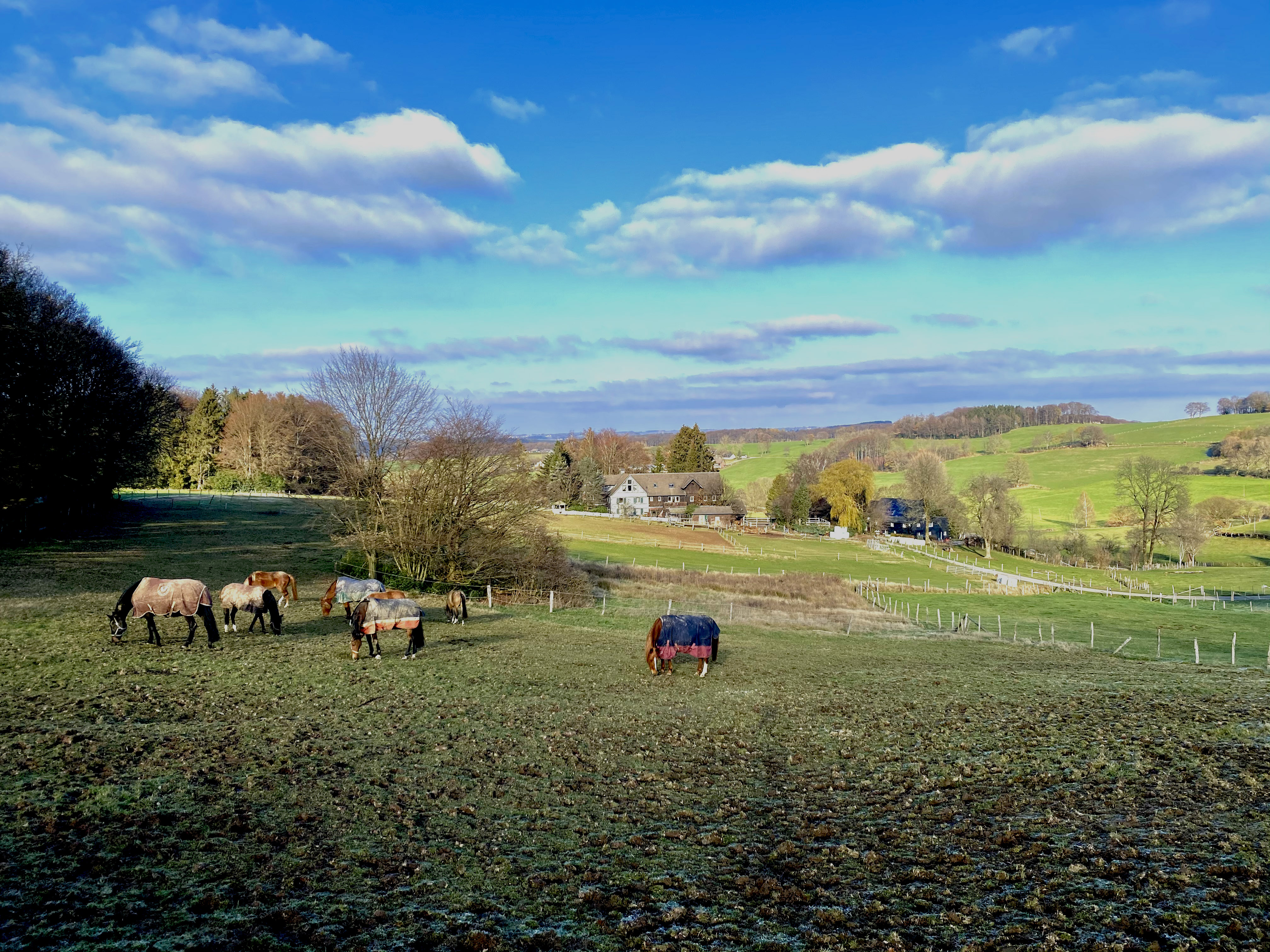
Pferde weiden bei Finkensiepen